# El secret de Santa Vittoria
 El secret de Santa Vittoria  (títol original en anglès: The Secret of Santa Vittoria) és una pel·lícula estatunidenca dirigida per Stanley Kramer estrenada el 1969. Ha estat doblada al català.

## Argument
Durant la Segona Guerra Mundial, quan té lloc la rendició d'Itàlia, Italo Bombolini, un pagès borratxo del poble vitícola de Santa Vittoria, puja sobre la reserva d'aigua per esborrar una inscripció a la glòria de Mussolini. El seu gest, interpretat com un acte de valentia, li val de ser escollit alcalde i el portarà a sostreure astutament als soldats alemanys els vins de la millor cubada que projectaven d'emportar-se...

## Repartiment
- Anthony Quinn: Italo Bombolini
- Anna Magnani: Rosa Bombolini
- Virna Lisi: Caterina Malatesta
- Hardy Krüger: el capità Sepp von Prum
- Sergio Franchi: Tufa
- Renato Rascel: Babbaluche
- Giancarlo Giannini: Fabio
- Valentina Cortese: Gabriella

## Premis i nominacions

### Premis
- 1970: Globus d'Or a la millor pel·lícula musical o còmica

### Nominacions
- 1970: Oscar al millor muntatge per William A. Lyon i Earle Herdan
- 1970: Oscar a la millor música per Ernest Gold
- 1970: Globus d'Or al millor director per Stanley Kramer
- 1970: Globus d'Or al millor actor musical o còmic per Anthony Quinn
- 1970: Globus d'Or a la millor actriu musical o còmica per Anna Magnani